# Stazione di Fossalta di Portogruaro
La stazione di Fossalta di Portogruaro era una stazione del Veneto che si trovava sulla linea ferroviaria Venezia - Trieste.
La stazione venne aperta all'esercizio il 31 dicembre 1888 quando venne aperto il tratto ferroviario che collegava la stazione di Portogruaro con la stazione di San Giorgio di Nogaro provenendo da Venezia.
Dal cambio di orario di dicembre del 2004, non è più servita da alcun treno, la definitiva sospensione avvenne nel 2009.